# Borovnica (Zavidovići)
Pour les articles homonymes, voir Borovnica et Borovnica (Prozor-Rama).
Borovnica (en cyrillique : Боровница) est un village de Bosnie-Herzégovine. Il est situé dans la municipalité de Zavidovići, dans le canton de Zenica-Doboj et dans la fédération de Bosnie-et-Herzégovine. Selon les premiers résultats du recensement bosnien de 2013, il compte 594 habitants.

## Géographie
Le village est situé à la confluence de la Borovnica et du Gostović, un affluent de la Bosna.

## Démographie

### Évolution historique de la population dans la localité
| 1948 | 1953 | 1961 | 1971 | 1981 | 1991 | 2013 |
| ---- | ---- | ---- | ---- | ---- | ---- | ---- |
| -    | -    | 360  | 520  | 646  | 743  | 594  |

|  |